# 圏谷

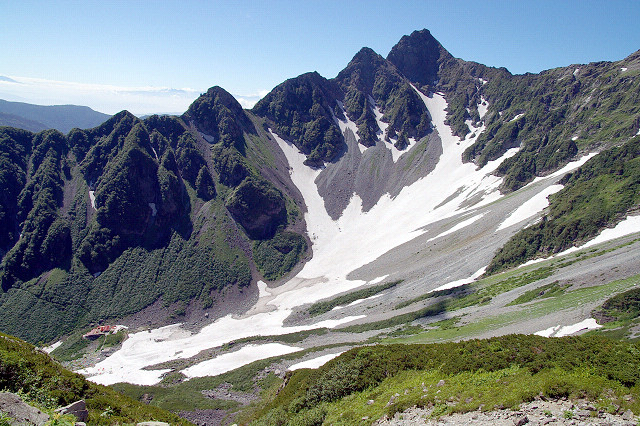
穂高岳・涸沢カール

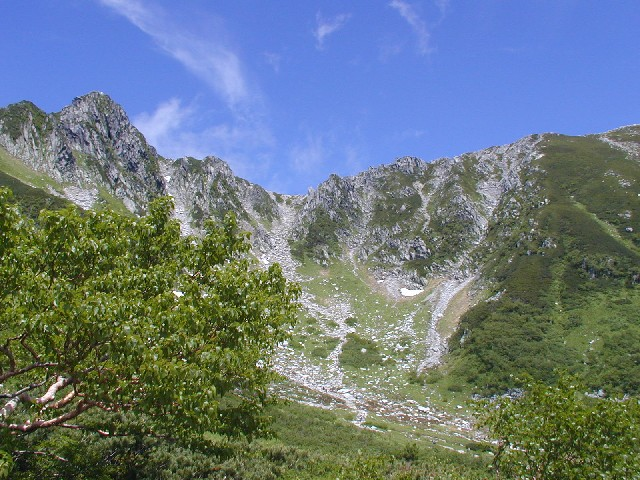
宝剣岳・千畳敷カール

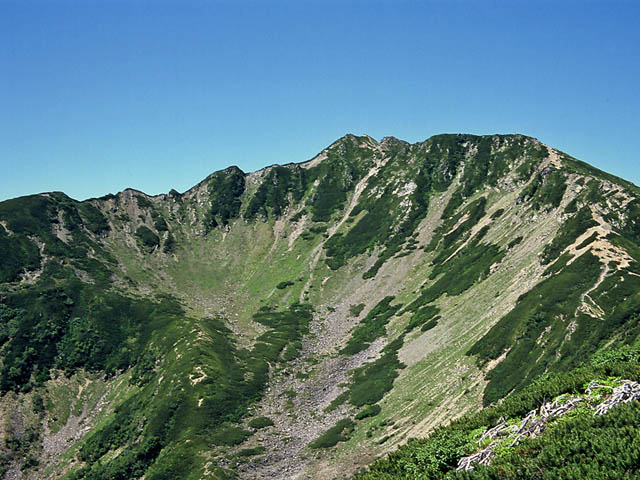
仙丈ヶ岳・小仙丈カール

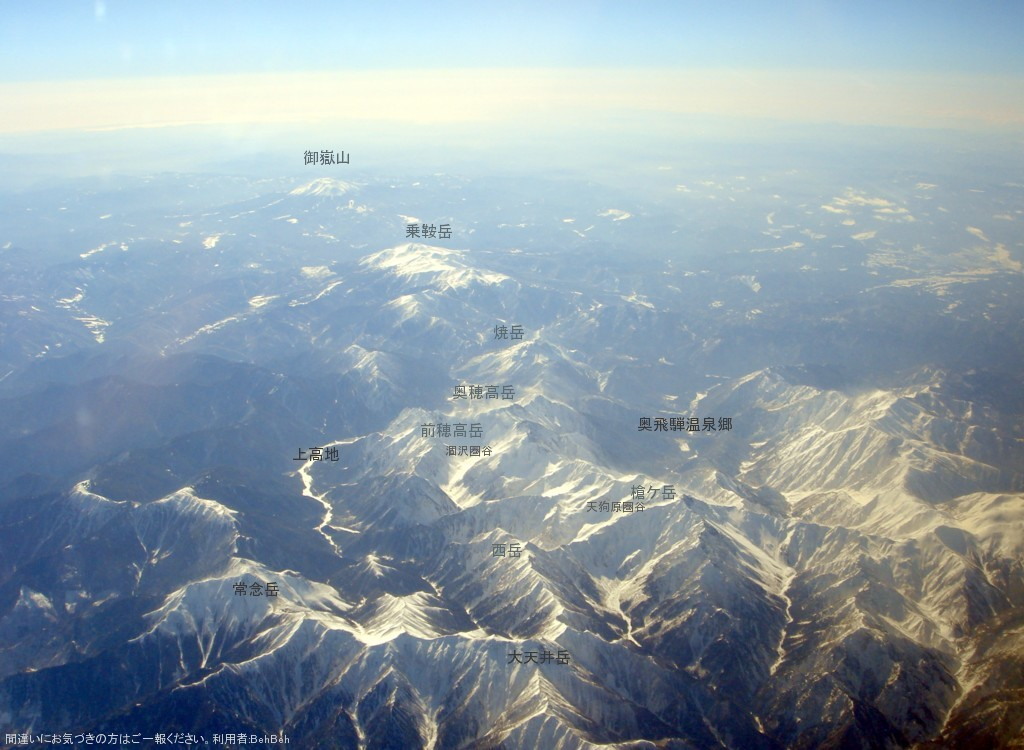
飛騨山脈。涸沢カールや天狗原カールなどが確認できる。

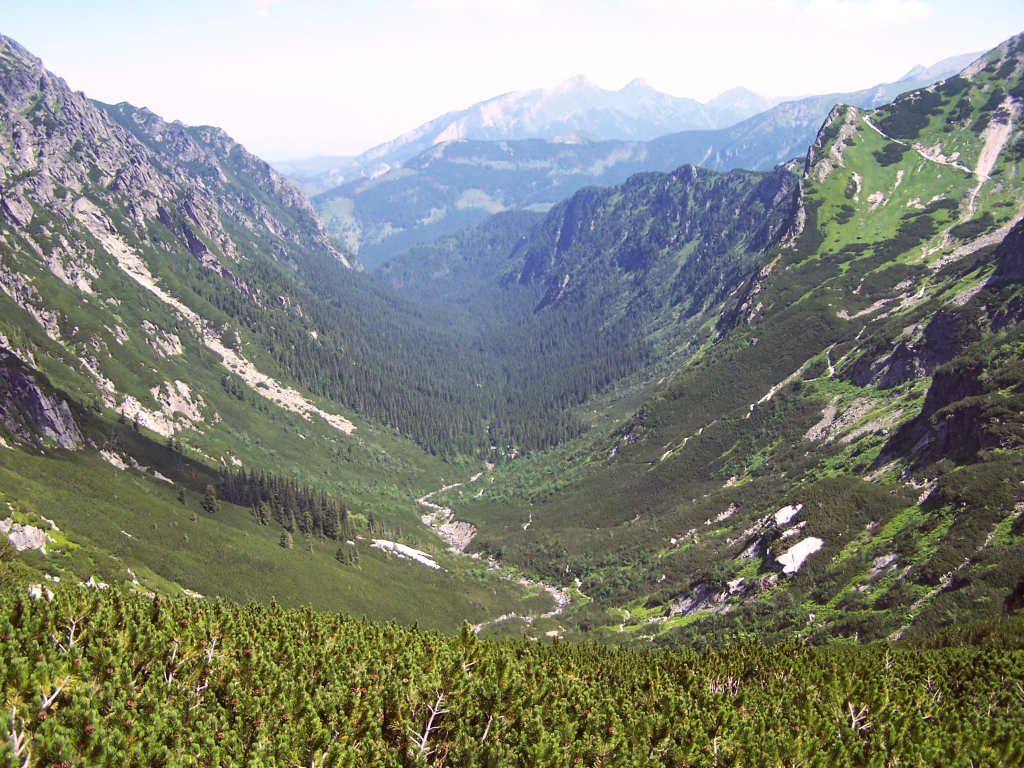
タトラ山脈の圏谷

圏谷（けんこく）、カール（ドイツ語: Kar、英語: Cirque）は、山地において、氷河の源流部で形成された谷のことで、氷河の侵食作用によって形成された地形の1つである。

## 概要
山地の斜面をスプーンでえぐったような地形であり、高山の山稜直下などに見られる。氷河が成長と共に山肌を削り、上からみると半円状ないし馬蹄形状の谷となる。成長期には形状を推し量ることはできないが、氷河の後退と共に地上に現れ谷となる。
谷の両側と山頂側が急峻なカール壁に囲まれ、それらの急崖に囲まれた底には平坦な（ときには逆傾斜した）カール底が広がる。カール底には氷河によって運ばれた土砂が堆積したモレーン（堆石）が認められることが多く、またカール湖という湖ができている場合がある。
日本で最初に発見され学術的に記載された圏谷は、帝国大学教授の山崎直方により発見された立山連峰の山崎カールであるとされている。以後、多くの圏谷を含む氷河地形が国内で発見・調査され、それらは日本の後期更新世から完新世における古環境研究に大きな寄与をもたらしている。

## 世界の圏谷
アジアの圏谷
- #日本の圏谷

アメリカの圏谷
- アイスバーグ圏谷
- タワーズ圏谷

ヨーロッパの圏谷
- エストベ圏谷
- ガヴァルニー圏谷

## 日本の圏谷
日本国内では、日本アルプスおよび日高山脈などで圏谷が現存している。カール底にあるモレーンや堆積物を対象にして氷河が発達・衰退した年代の推定が行われている。立山連峰に現存する氷河の規模はいずれも1km内外であり、また氷河が現在よりも発達した最終氷期においても、規模は大きいものでもせいぜい10kmで、数百m程度の小規模なものも多く、それほど大規模の氷河はなかったとされる。
日高山脈
- 幌尻岳 七ッ沼カール・北カール・東カール
- カムイエクウチカウシ山 八ノ沢カール・九ノ沢カール・コイボクカール
- 北戸蔦別岳 戸蔦別カール
- エサオマントッタベツ岳 北カール
- 春別岳 十ノ沢カール

飛騨山脈
- 薬師岳の圏谷群（国の特別天然記念物）
- 穂高岳 涸沢カール
- 槍ヶ岳 槍沢カール・天狗原カール
- 立山 山崎カール（国の天然記念物）・内蔵助カール・御前沢カール
- 白馬岳 白馬大雪渓
- 黒部五郎岳 黒部五郎カール

木曽山脈
- 宝剣岳 千畳敷カール
- 木曽駒ヶ岳 濃ヶ池カール
- 空木岳 空木平カール
- 南駒ヶ岳 摺鉢窪カール

赤石山脈
- 仙丈ヶ岳 薮沢カール・小仙丈カール・大仙丈カール
- 間ノ岳 細沢カール
- 荒川岳 荒川カール